# Тадеуш Солецький
Тадеуш Леонард Альберт Солецький (пол. Tadeusz Leonard Albert Solecki, 1891—1968) — архітектор.

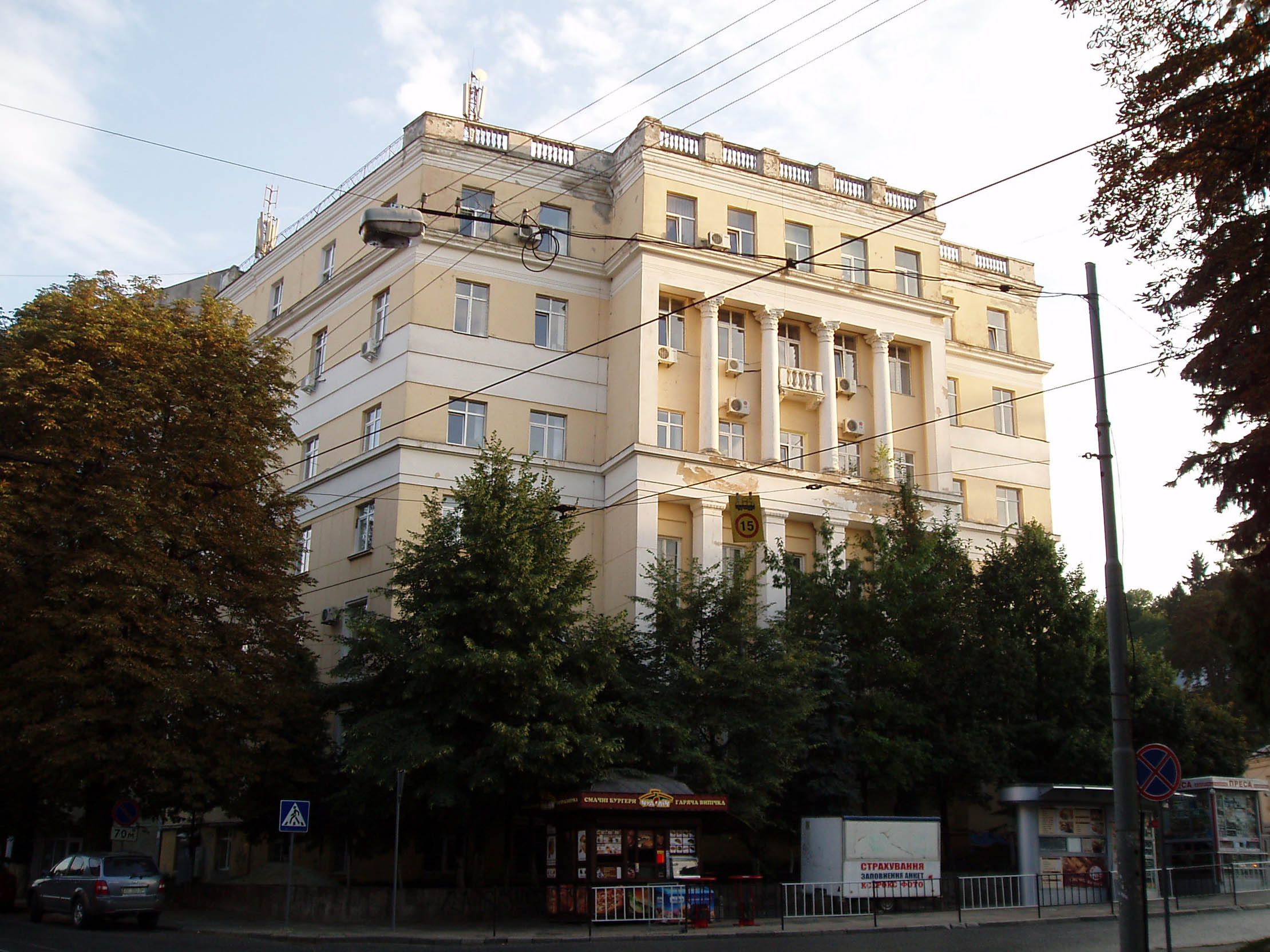
Будинок Історичного товариства у Львові на вул. Свєнціцького

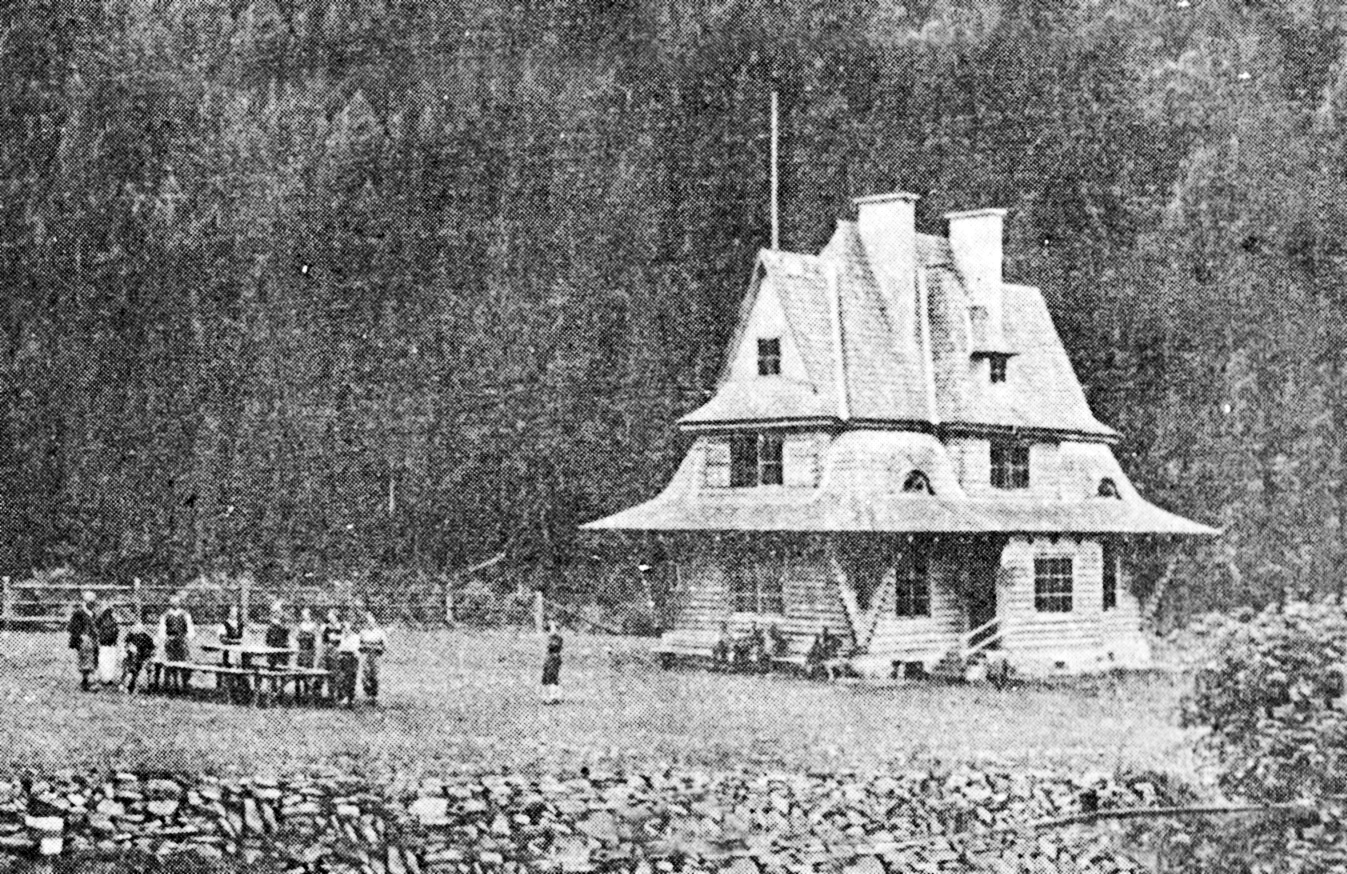
Туристичний притулок над Свічею

## Біографія
Народився 1891 року. 1923 року закінчив архітектурний факультет Львівської політехніки. Від 16 березня 1929 протягом року був членом Політехнічного товариства у Львові. Працював в Управлінні будівельного нагляду. Судовий інженер-речознавець. 1939 року помешкання Солецького віднотоване в довіднику на Литовській, 11 у Львові. Помер 1968 року. Був одружений з Яніною з Пазірських (1892—1946). Мав сина Анджея Тадеуша (1923—1994), також архітектора.
Роботи
- Військовий цвинтар у Дуніловичах, Білорусь (1920).[8]
- Дім магістрату в Мостиськах (1929).[8]
- Реконструкція кам'яниці на вулиці Федорова, 1 у Львові. Виконана за проектом Солецького під наглядом Вавжинця Дайчака 1931 року.[9]
- Туристичний притулок у долині Свічі (1932, втрачений).[10]
- Туристичний притулок в долині річки Молоди (1938, втрачений).[11]
- Туристичний притулок на полонині Рущина (1938, втрачений).[11]
- Будинок Польського історичного товариства на нинішній вулиці Свєнціцького, 2 у Львові. Збудований 1938 року у стилі модернізованого класицизму. Спорудженню передував закритий конкурс, оголошений товариством і спілкою архітекторів. Дім надбудовано у радянський час.[12]